# N. Gregory Mankiw
N. Gregory Mankiw, född 3 februari 1958 i Trenton, New Jersey, är en amerikansk nationalekonom. 2003 till 2005 var Mankiw ekonomisk rådgivare till president George W. Bush. Mankiws område är makroekonomi och han är verksam som professor vid Harvard University.